# リバーサイド郡 (カリフォルニア州)

カリフォルニア州内の位置

リバーサイド郡（Riverside County）は、アメリカ合衆国カリフォルニア州南部にある郡。ロサンゼルス大都市圏に含まれる。人口は241万8185人（2020年） 。郡庁所在地はリバーサイドである。領域は西のオレンジ郡境から東のアリゾナ州境まで広がる。

## 歴史
リバーサイド郡はサンバーナーディーノ郡及びサンディエゴ郡の一部から1893年に設立された。

## 地理
アメリカ合衆国統計局によると、この郡は総面積18,915 km2 (7,303 mi2) である。このうち18,667 km2 (7,207 mi2) が陸地で248 km2 (96 mi2) が水地域である。総面積の1.31%が水地域となっている。
主要都市は西部に集まっている。中部のコーアチェラ・バレーはリゾート地帯である。東部は人口が希薄でブライスが唯一の都市である。

### 隣接する郡
- サンバーナーディーノ郡 (カリフォルニア州)- 北
- ラパス郡 (アリゾナ州)- 東
- インペリアル郡 (カリフォルニア州)- 南
- サンディエゴ郡 (カリフォルニア州)- 南
- オレンジ郡 (カリフォルニア州)- 西

なお、リバーサイド郡とサンバーナーディーノ郡を合わせて「インランド・エンパイア」と呼ぶことがある。

## 主な都市
- リバーサイド（郡庁所在地）
- モレノバレー
- コロナ
- マリエータ
- テメキュラ
- フルパバレー
- メニフィー
- ヘメット
- インディオ
- ペリス
- レイク・エルシノア
- イーストベール
- サンジャシント
- ボーモント
- カセドラルシティ
- パームデザート
- パームスプリングス
- コーチェラ
- ラキンタ
- ウィルドマー
- デザートホットスプリングス
- バニング
- ノーコ

## 人口動静
2000年の国勢調査で、この郡は人口1,545,387、506,218世帯、及び372,576家族が暮らしている。人口密度は83/km2 (214/mi2) である。31/km2 (81/mi2) の平均的な密度に584,674軒の住宅が建っている。この郡の人種的な構成は白人65.58%、アフリカン・アメリカン6.24%、先住民1.18%、アジア3.69%、太平洋諸島系0.25%、その他の人種18.69%、及び混血4.37%である。ここの人口の36.21%はヒスパニックまたはラテン系である。
この郡内の住民は30.30%が18歳未満の未成年、18歳以上24歳以下が9.20%、25歳以上44歳以下が28.90%、45歳以上64歳以下が18.90%、及び65歳以上が12.70%にわたっている。中央値年齢は33歳である。女性100人ごとに対して男性は99.10人である。18歳以上の女性100人ごとに対して男性は96.80人である。
この郡の世帯ごとの平均的な収入は42,887米ドルであり、家族ごとの平均的な収入は48,409米ドルである。男性は38,639米ドルに対して女性は28,032米ドルの平均的な収入がある。この郡の一人当たりの収入 (per capita income) は18,689米ドルである。人口の14.20%及び家族の10.70%は貧困線以下である。全人口のうち18歳未満の18.50%及び65歳以上の7.60%は貧困線以下の生活を送っている。